# 哈密顿算符
量子力學中，哈密頓算符（英語：Hamiltonian，缩写符号：或{\displaystyle {\hat {H}}}） 為一個可觀測量，對應於系統的總能量。一如其他所有算符，哈密頓算符的譜為測量系統總能是所有可能結果的集合。如同其他自伴算符，哈密頓算符的譜可以透過譜測度（spectral measure）被分解，成為純點（pure point）、絕對連續（absolutely continuous）、奇點（singular）三種部分。純點譜與本徵向量相應，而後者又對應到系統的束縛態（bound states）。絕對連續譜則對應到自由態（free states）。奇點譜則很有趣地由物理學上不可能的結果所組成。舉例來說，考慮有限深方形阱的情形，其許可了具有離散負能量的束縛態，以及具有連續正能量的自由態。
哈密頓算符產生了量子態的時間演化。若 {\displaystyle \left|\psi (t)\right\rangle } 為在時間 t 的系統狀態，
{\displaystyle H\left|\psi (t)\right\rangle =\mathrm {i} \hbar {d \over dt}\left|\psi (t)\right\rangle } 。
其中 {\displaystyle \hbar } 為約化普朗克常數。此方程式為薛定谔方程式。（其與哈密顿-雅可比方程具有相同形式，也因為此，H 冠有哈密頓之名。）若給定系統在某一初始時間（t = 0）的狀態，我們可以積分得到接下來任何時間的系統狀態。其中特別的是，若 H 與時間無關，則
{\displaystyle \left|\psi (t)\right\rangle =\exp \left(-{\mathrm {i} Ht \over \hbar }\right)\left|\psi (0)\right\rangle } 。